# Carl Michael Bellman
Carl Michael Bellman, född 4 februari 1740 (enl. g.s.) i Stockholm, död 11 februari 1795 i Stockholm, var en svensk skald. Hans mest kända verk är diktcyklerna Fredmans epistlar och Fredmans sånger.
Bellman brukar betraktas som en av Sveriges nationalskalder, och har kallats "Nordens Anakreon", vilket syftar på de backanaliska aspekterna av hans verk. Hans diktning har varit mycket viktig för senare svensk litteratur, och hans betydelse för denna har jämförts med William Shakespeares för den engelskspråkiga.
Bellmans produktion var synnerligen riklig och omväxlande. Den omfattade bland annat dikter, visor, ordensparodier, skådespel, översättningar och religiös diktning. Bland figurerna i hans sånger märks urmakaren Fredman, musikern Movitz, korpral Mollberg och den prostituerade Ulla Winblad, men även gestalter hämtade från den bibliska, grekiska, romerska och fornnordiska mytologin. Han arbetade ofta med kontrasterande stilnivåer och genreblandning i ett och samma verk, så att vad som till en början verkade som en pastoral kunde övergå i supfest och samlag.
Melodierna i sina sånger lånade han liksom andra sångförfattare ofta från melodier som var populära i samtiden. De kom bland annat från opera och operett, dansmusik och folkvisor och arbetades om så att de passade hans syfte. I vissa fall, såsom "Träd fram du nattens gud", har man inte hittat någon källmelodi. Huruvida Bellman då själv skrivit melodin eller om källmelodin fallit i glömska är en fråga som inte går att besvara.

## Biografi

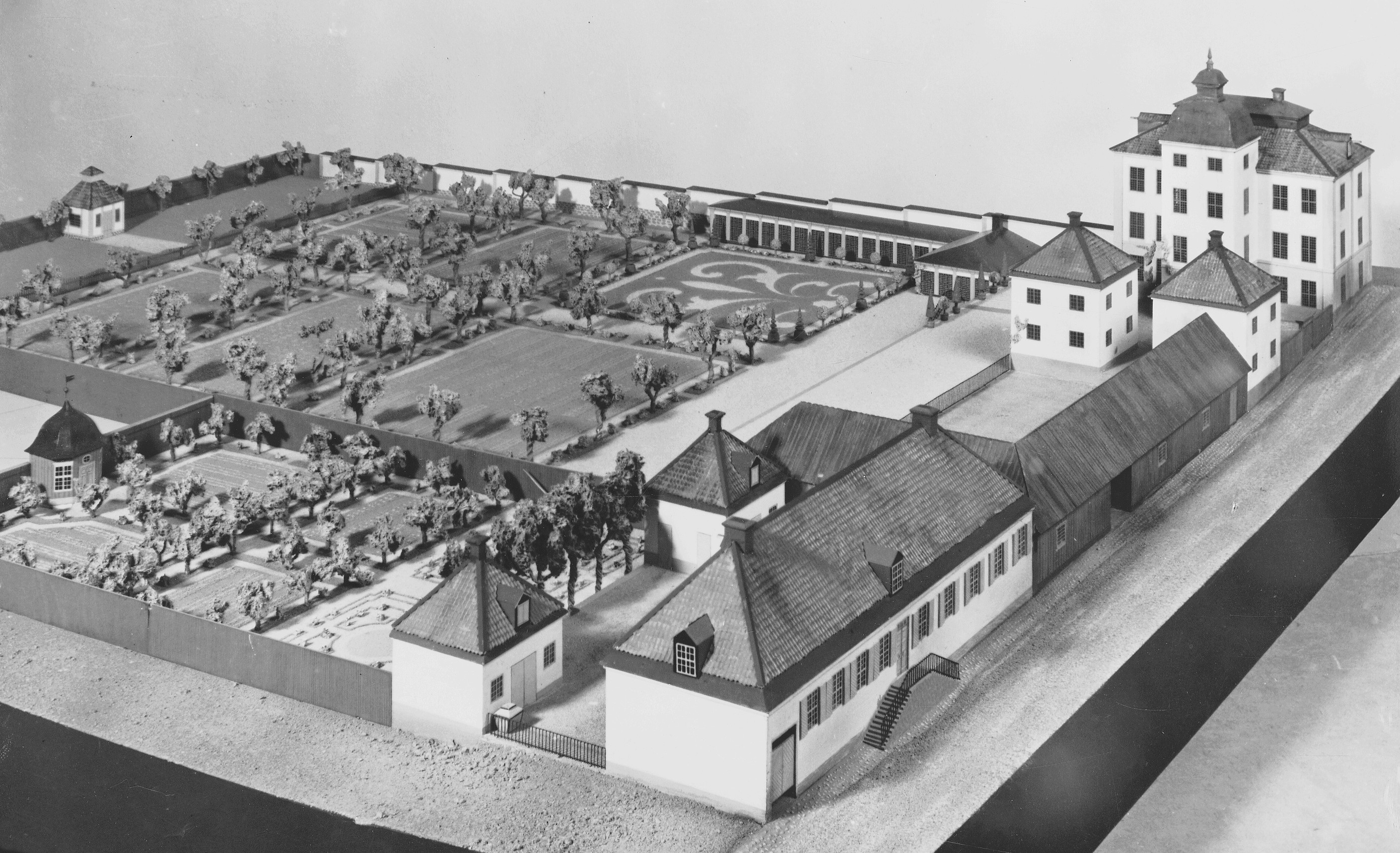
Stora och lilla Daurerska gårdens utseende omkring 1750 enligt en modell från Stadsmuseet i Stockholm. Lilla Daurerska gården närmast kameran.

### Uppväxt
Carl Michael Bellman var son till  sekreteraren i slottskansliet Johan Arendt Bellman den yngre (1707–1765) och Catharina Hermonia (1717–1765), som var dotter till kyrkoherden i Maria församling, Michael Hermonius och dennes hustru Kristina Arosell. Han var sonson till latinprofessorn Johan Arendt Bellman den äldre (1664–1709) och dennes adliga hustru Catharina Elisabet Daurer (1688–1709), dotter till sekreteraren i guvernementet över drottning Christinas underhållsländer Jakob Daurer (1649–1713) och dennes hustru Catharina von Santen (1665–1743), i vars förmögna hushåll Bellmans föräldrar bodde vid tiden för hans födelse.
| ”                                               | Huru mina föräldrar krånglade blef jag som sagt, född den 4 feb 1740 – min mor wacker som en dag, oändligen god, charmant i sin klädnad, god mot alla meniskor, delicat i omgänge – hade En förträffelig röst ock hade wänt sig att ligga i 21 Barnsängar – honij qvi mal y pense, men detta lekwärcket gjorde husets Ruin. | „ |
| – Ur Carl Michael Bellmans Levernesbeskrivning. | |   |

Bellman föddes i Stora Daurerska huset, en ansenlig malmgård med tillhörande barockträdgård och ett stort orangeri, vid Hornsgatan i Stockholm,  men i samband med arvskiftet efter hans farmors mors död flyttade familjen 1744 till det närbelägna Lilla Daurerska huset på Bellmansgatan (dåvarande Björngårdsbrunnsgränd). Bellman var äldst av femton barn (varav endast åtta överlevde barndomen; Bellman säger i levnadsbeskrivningen att hans moder födde 21 barn, men kan ha räknat sena missfall). Som fadder vid hans dop stod bland annat kanslipresidenten Carl Gyllenborg, vars namn han också fick.
Sin utbildning fick Bellman i hemmet av informatorer. Först i raden var Anders Carl Rutström, sedan följde Petrus Norman, som troligen skulle komma att parodieras i Fredmans sång 63. Fler informatorer följde. Bellman tycks ha haft svårt för geometri och fysik. Under en svår sjukdom, möjligen malaria, lär Bellman enligt egen uppgift i Levernebeskrivningen, en problematisk källa som skrevs mer för effekt än sanningsenlighet, ha feberyrat på vers och sjungit till sina föräldrars stora förundran, varför honom "waldes till Informator Ett genie wid namn Clas Ludvig Ennes; hwilken genom mig befordrades hos Salig Kungen". Ennes lärde Bellman att hantera en cister, ett instrument i lutfamiljen. Under Ennes överinseende översatte Bellman även religiösa och uppbyggliga texter, bland annat ur den pietistiskt färgade Neues geistreiches Gesangbuch. Möjligen fick han även av sin diktande lärare låna ett par av de versmått som Bellman senare skulle komma att bruka – Ennes var duktig på metrik men annars tämligen medelmåttig.

### Tidig karriär och debut
I december 1757 anställdes Bellman på prov i Rikets ständers bank, trots att siffror inte var hans starka sida. I november året efter skrevs han in som student vid Uppsala universitet. Exakt varför han gjorde detta är oklart, eftersom han redan hade en fot inne på riksbanken, och han dessutom inte återvände efter julledigheten. I Uppsala fick han i vilket fall nya vänner, bland annat Henric Brandel och Johan Wellander. I januari 1759 avlade han inträdesprov för anställning vid Riksbanken, och visade då upp kunskaper i franska och tyska, men också fortsatt svaghet i matematik. Att han anställdes har därför tolkats bero lika mycket på kontakter som kunskaper. Till sommaren blev han extra ordinarie vid riksbanken – en oavlönad anställning. Bellman fortsatte bo hos föräldrarna, och levde på lån.
År 1757 debuterade Bellman som religiös diktare med Evangeliska dödstankar, en bearbetning av ett tyskt arbete på prosa med inströdda verser tillägnat sin mor. Samma år utgav han en översättning från franskan, Undervisning lämnad af en fader åt sin son som företar sig en lång resa. Arbetet tillägnades en farbror som var konsul i Cádiz. Samtidigt skrev han satiriska dikter, bland vilka Tankar om flickors ostadighet (1758) gav upphov till ett litterärt verskrig med olika svaromål och repliker under två år. 1761 övergav han de religiösa och moraliserande ämnena för en mer uppsluppen stil.
Bellman var nu en ung ämbetsman och med sociala talanger. Han spelade cittra och klaver, och var eftertraktad som sällskapsmänniska. Bellman var icke-adlig högreståndsperson, och hans umgänge var en rätt typisk blandning av adelsmän, högre borgerlighet och tjänstemän. Vanorna var dock dyrare än en oavlönad tjänsteman från en familj utan större tillgångar kunde klara, och han försökte flera gånger få en avlönad tjänst. 1763 förändrades familjesituationen: hans äldsta syster Catharina Christina gifte sig med Claes Arrhén von Kapfelman, och i mars var den alltmer skuldsatte fadern tvungen att sälja det hårt intecknade lilla Daurerska huset. Familjen hade redan 1761 flyttat till Årsta gård (senare bostad för Årstafrun Märta Helena Reenstierna), nu flyttade också fadern ut på landet, och i juni lämnade han också sin befattning med lagmans avsked, föregivandes hälsoskäl. Carl Michael fick nu skaffa egen hyresbostad.
Till följd av åsamkade skulder (18 000 daler; som jämförelse hade lilla Daurerska huset värderats till 43 800 daler) och oklara affärsförbindelser tvingades Bellman fly till Norge 1763 för att undvika att sättas på gäldstuga; i alla fall har en nådeansökan därifrån diarieförts och hans vistelse där bekräftats av borgmästaren i Fredrikshald. Denna enda kända utlandsvistelse har dock ifrågasatts av Lars Huldén, som pekade på flera underliga omständigheter. I så fall kan Bellman ha smugit sig undan någonstans i Sverige. Han återkom dock snart, troligen efter att svågern betalat hans skulder. och han erhöll efter ansökan avsked från befattningen i banken, där han fortfarande inte fått någon avlönad tjänst. Vid ärendets behandling "ville herrar fullmäktige", enligt protokollet, "icke missunna honom den lycka, han på annat ställe tror sig finna inom kortare tid än den, han i banken använt, och samtyckte således, att han från ytterligare uppvaktning här vid verket må entledigas".
Han anställdes 1764 i stället vid manufakturkontoret, bland annat efter att styrelsemedlemmen Anders Lissander gått i god för honom. Familjen hade då flyttat från Årsta till det mer avlägsna Visbohammar, där Carl Michael tillbringat hösten. När anställningen blev klar kunde han flytta till staden. Till en början tycks han ha bott hos Lissander, sedan flyttade han först till en lägenhet i närheten av sjön Fatburen, och 1766 till hörnet Götgatan och  Ormsaltargränd (nuvarande Klevgränd).

### Föräldralös
I mars 1765 dog Carl Michaels mor i lungsot. I slutet på december samma år dog också fadern. Inget arv stod att få; i dödsboet kvarstod efter försäljning av fastigheter och lösöre mer skulder än tillgångar. Även om Carl Michael borde ha tagit ansvaret för familjen som äldste manlige medlem var han inte mogen nog, och uppgiften togs istället över av svågern.
Efter föräldrarnas död 1765 övergick han alltmer till dryckesvisor som "Supa klockan öfver tolv" och sedan även bibelparodier som "Gubben Noak", "Joakim uti Babylon" (om Susanna i badet) samt "Ahasverus var så mäktig".
Bellman drogs nu in i familjen Lissander; Anders Lissander var änkling, med två vuxna döttrar, Ingrid Margareta (kallad Inga) och Stina. Bellman och Inga förälskade sig i varandra, och förlovade sig också, vilket fadern möjligen tillät med tanke på att hennes ålder (hon var sex år äldre än Bellman, och ansågs ha hamnat på glasberget); Bellman kunde knappast försörja en hustru. Anders Lissander tecknade ned de verk Bellman framförde i totalt fyra volymer, varav två är bevarade. Det Lissanderska hemmet tog alltmer formen av litterär salong, med Bellman som huvudattraktion Det finns flera vittnesmål om Bellmans förmåga att trollbinda sin publik. Han beskrivs i dessa vittnesmål som en lysande estradör, som inte bara sjöng och spelade utan också framförde sina visor som små teaterföreställningar där han ibland agerade flera personer samtidigt. Det har också talats om hans skicklighet i att härma olika röster och musikinstrument, och hans skickliga konferencierteknik.
Bellman fann också en scen ute på krogarna, där han underhöll med dryckesvisor. Där tillkom också hans första mer sammanhållna parodiska diktning runt "Klubben", som parodierade de politiska klubbar som drevs av tidens politiska partier. Bellman tar i diktningen ställning för hattarna, möjligen på grund av att mössorna 1766 lagt ned Manufakturkontoret, vilket gjort såväl Bellman som hans välgörare Lissander tillfälligt arbetslösa. Bellman fick 1767 arbete på generaltulldirektionen, där han 1770 avancerade till kanslist.

### Bacchi orden
Drag från denna diktning fördes över till hans parodier av de vid denna tid vanliga ordenssällskapen i form av den påhittade Bacchi orden, öppen för dem som vid minst två tillfällen blivit åsedda liggande i rännstenen. Liksom i hans senare verk uppstod humorn genom att ett högtidligt spektakel rollbesattes av personer som normalt aldrig skulle komma i åtanke i sådana sammanhang. Han diktade genom åren flera verk i anknytning till denna orden, som dock inte förmått bibehålla sin popularitet när minnet av de personer och företeelser som parodieras gått förlorat. Vissa verk, som togs med i Fredmans sånger, har dock klarat sig bättre. Denna diktning är också vad som gett upphov till en av få ögonvittnesskildringar av Bellmans framföranden, den som Johan Gabriel Oxenstierna skrev i sin dagbok 1769. Han tycks bland annat ha bevittnat ett framförande av "Över brännvinsbrännaren Lundholm".
| ”                           | Han sjunger själv och spelar på Cittra. Hans gester, hans röst, hans spelning som äro oförlikneliga föröka ännu mera det nöjet man har av själva versen som alltid är vacker, och som innehåller tankar, ömsom löjliga, ömsom sublime, men alltid nya, alltid starka, alltid oväntade, över vilka man ej kan undgå att häpna, och antingen komma utom sig av förundran eller av skratt. | „ |
| – Johan Gabriel Oxenstierna | |   |

### Den tidiga fredmandiktningen

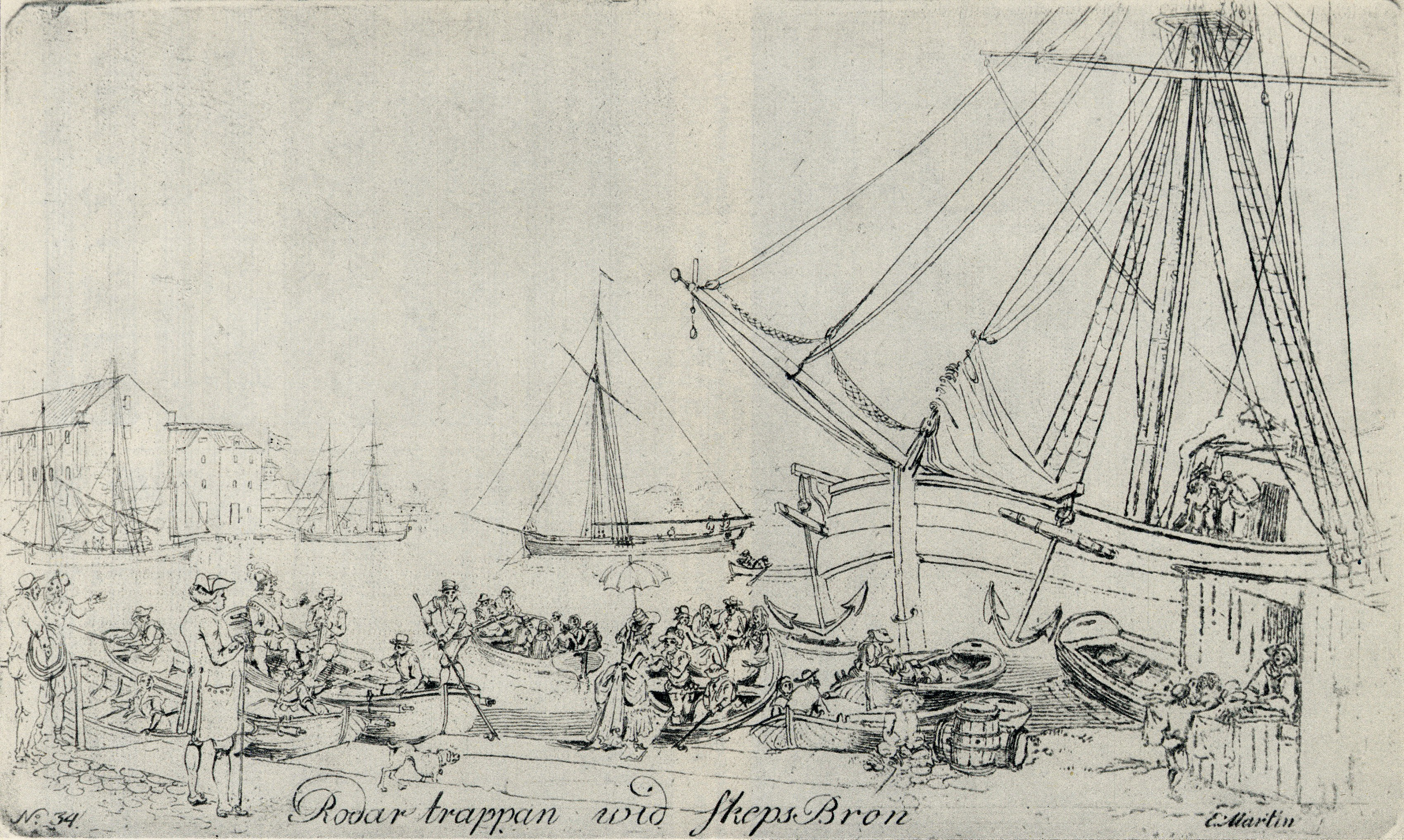
Roddartrappan vid Skeppsbron, skildrad i epistel 33. Figuren med parasoll har i en trolig efterhandskonstruktion tolkats som Ulla Winblad. Bellman hade sitt kontor på Tulldirektionen alldeles bredvid.

När före detta hovurmakaren Jean Fredman avled 1767 fick han en gravmarsch skriven över sig, som starkt påminde om Bacchi orden-diktningen, och som senare skulle bli Fredmans sång n:o 26, "Fredmans begravning". I denna blandas ordensparodin med drift med religiös diktning, och förebådar så den senare Fredmandiktningen, även om denna skulle dröja till tre år senare. Under våren 1770 började Bellman även på arbetet med vad som senare skulle bli Fredmans epistlar genom att låta den då sedan tre år avlidne urmakaren och suputen Jean Fredman stå som författare till en "epistel" i aposteln Paulus stil, riktad till dennes dryckesbröder på en populär dansmelodi, vilken senare skulle stå som Epistel nummer 5. Han fortsatte att snabbt dikta ytterligare sexton visor i samma stil, såsom "Gutår, båd natt och dag" (Epistel nummer 1), där omkringtexten parodierade språket i Karl XII:s bibel, samt ytterligare åtta verk utan bibelmotiv, som "Ack du min moder" (nummer 23), och avslutade i september samma år samlingen med "Blåsen nu alla!" (nummer 25), i vilken han för första gången parodierade den vid denna tid vanliga herdedikten. Samtidigt avtog intresset för Bacchi orden, och sista kapitlet på flera år hölls i december 1771. Vid samma tid tog förhållandet med Inga Lissander slut, och Bellman vistades allt mindre hos familjen Lissander, även om förbindelsen inte bröts helt.
De följande två åren skrev han ytterligare 25 epistlar i den obibliska stilen, med ett tydligare persongalleri där Fader Movitz, Korpral Mollberg och Ulla Winblad dominerar. Epistlarna spreds redan nu, men den planerade bokutgivningen dröjde. Bellman skickade vackert handskrivna exemplar till Eric von Stockenström och Johan Diedrich Duwall, vilka visar på hur författaren tänkt att det slutliga verket skulle se ut. Bellman gav troligen även en avskrift till sin väninna Anna Charlotta von Stapelmohr; en avskrift av Hedvig Ulrica De Geer är sannolikt en kopia. Våren 1772 utkom i Stockholm och Uppsala ett häfte kallat Bacchanaliska Qväden, som innehöll verk av Bellman och andra författare. Det har diskuterats vem som låg bakom samlingen. Carina Burman håller för sannolikt att Bellman på något sätt var inblandad.

### Hovskald
1772 genomförde Gustav III en statskupp, och Bellman tog monarkens parti. Hans Gustafs skål blev kampsång för kuppmakarna. Kuppen ledde bland annat till att tulldirektionen omorganiserades och Bellman förlorade sin tjänst, även om han fick behålla lönen. Han kunde dock vid behov fortfarande inkallas, något han ogillade. Sista gången man hittar hans handstil är januari 1775; i september samma år befriades han från uppgifterna.
Sommaren 1773 firade Bellman vid Magnus Zetthermans sommarställe Fållan vid sjön Magelungen. Där flörtade han bland annat med värdens styvdotters dotter Wilhelmina Norman. Exakt vad skalden kände för henne är oklart, och olika forskare har olika uppfattning. Carl Christopher Gjörwell anger dock att Bellman skall ha friat, men stoppats av släkten. Det mest bestående resultatet av sommarnöjet blev istället "Opp Amaryllis".
I juli 1773 trycktes en artikel i Göteborgstidningen Hwad nytt? Hwad nytt?, som dels innebar det första omnämnandet av Bellman som "Nordens Anakreon", dels skulle leda till ett tryckfrihetsåtal: Bellman hade skrivit en dikt där han skojade med sin egen åskrädsla, och som jämställde kärleken med frälsningen. När dikten trycktes om i Stockholmstidningar, så anmälde prästen Nils Jacob Nymansson den till Stockholm stads konsistorium, som vidarebefordrade ärendet till justitiekanslern. Efter förhör lät dock kungen ärendet falla, och kort tid efteråt lät han Bellman inställa sig varje vecka för underhållning. Bellman var annars en saktmodig man, men ilsknade till över Nymanssons förfarande och skrev en epistel där denne kallades Leviatan och lät förstå att han gick till prostituerade. Sedermera omarbetades dikten kraftigt, och är idag känd som "Fader Bergström, stäm upp och klinga".

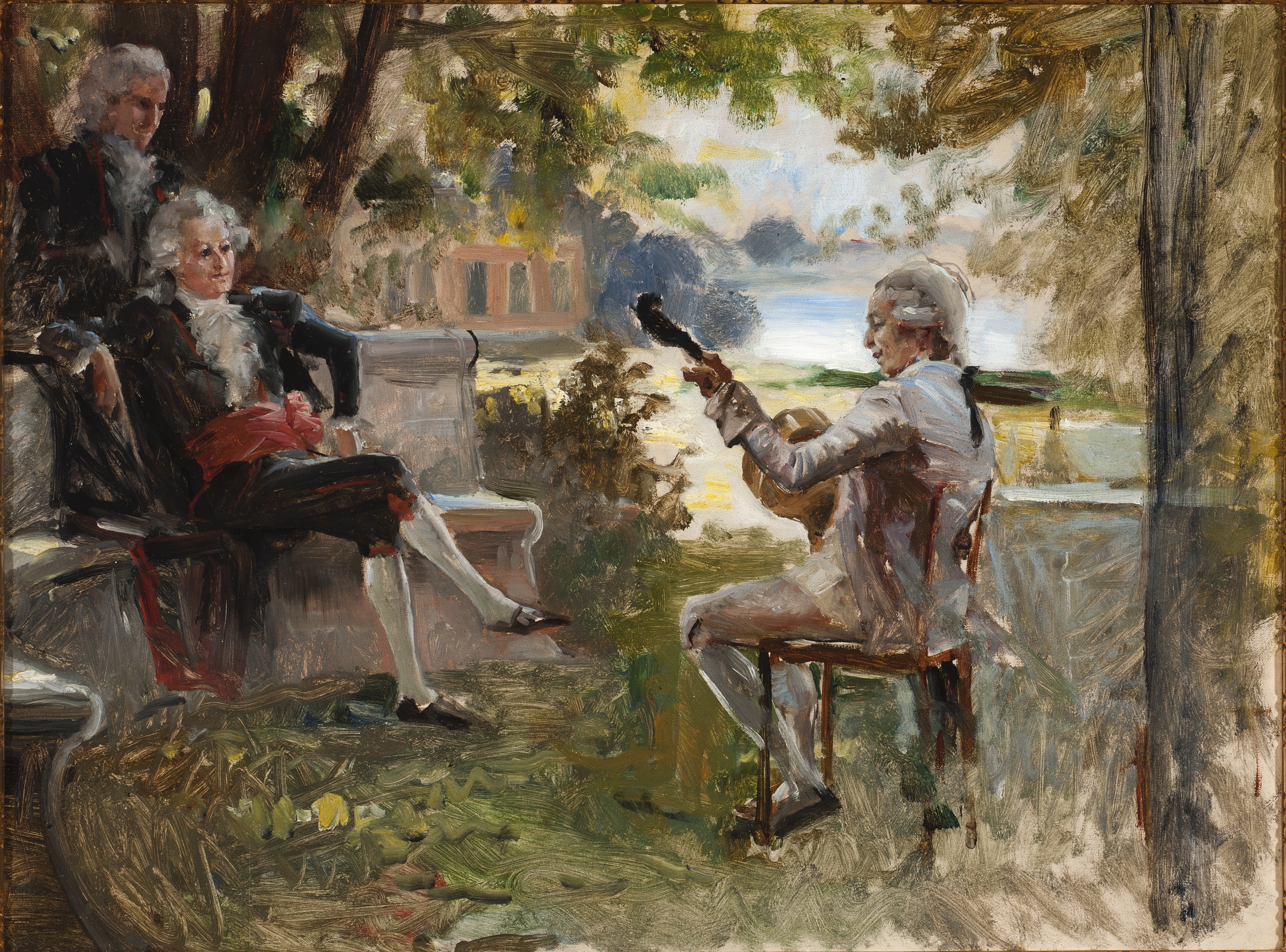
Bellman spelar luta för kung Gustav III och Gustaf Mauritz Armfelt i Hagaparken. Målning av Albert Edelfelt, 1884.

Kungen stödde Bellman med åtskilliga ynnestbevis. Sedan 1775 hade Bellman en pension på 100 daler, tagen ur kungens handkassa. Den 3 januari 1776 fick han tjänst som sekreterare på Nummerlotteriet, med en årslön på 1 000 daler silvermynt och samma år fick han titeln hovsekreterare. Bellman kom under kungens beskydd. Han levererade politisk propaganda till stöd för kungen och stod för poetisk och musikalisk underhållning vid hovet. Han blev en återkommande högtidstalare vid Augusti Orden, ett ordenssällskap som stiftats till åminnelse av Gustav III:s statskupp 1772. Samtidigt tvingades Bellman anpassa sin diktning till de fina salongernas krav, vilket medförde att grovheter rensades ut och den poetiska stilen, åtminstone tidvis, blev mer förfinat fransk-klassisk och rokoko-betonad. Rollen som kungagunstling innebar en förändring på både gott och ont för Bellman. Hans popularitet och litterära berömmelse i vida kretsar ökade, men den bohemiske Bellman blev aldrig någon riktigt framgångsrik hovman. Han förstod sig inte på politik och hade ibland svårt att uppfylla kungens önskemål, som inte alltid passade hans talang. Bellman fick därför efter hand finna sig i att hamna ganska långt ner på kungens rangskala, en bra bit nedanför yngre skaldekolleger som Johan Henric Kellgren och Carl Gustaf af Leopold. Det var till exempel aldrig tal om att Bellman skulle få en plats i den av kungen 1786 instiftade Svenska Akademien.
Efter att han 1773 kommit i kungens gunst, arbetade han på den stort anlagda operan Fiskarena i tre akter. Den refuserades dock av hovet, och texten har sedermera förkommit. Kvar finns några mycket kritiska omdömen, samt tre arior, från vilka handlingen i viss mån kan rekonstrueras. Efter detta skapade Bellman inga rena scenskådespel förrän 1787, då han började åstadkomma smärre divertissemang med enkel handling för hovet, av vilka ett, Värdshuset (1787) spelades upp även på Bollhuset som efterpjäs. Tillsammans med refuseringen kom även en försämring i hälsan: 1774 och 1775 blev svaga år produktionsmässigt, då Bellman flera gånger tycks ha varit allvarligt sjuk, troligen i malaria. Vid tiden blev Bellman allt närmare bekant med Elis Schröderheim, en av kungens betrodda män. Anknytningen blev än starkare när Schröderheim gifte sig med Anna Charlotta von Stapelmohr, som Bellman tidigare uppvaktat.
Bellmans anseende i de fina kretsarna skadades dock allvarligt 1778 då Johan Henric Kellgren i dikten "Mina löjen" gick till rasande angrepp mot "Sveriges Anakreon". Kellgrens attack baserades inte så mycket på innehållet som stilblandningen och den språkliga grovheten; det kunde gå för sig att sjunga dryckenskapens och kärlekens lov, men då skulle det vara i mer högstämda toner, i enlighet med den ursprunglige Anakreon. "Hans muser sig på spinnhus nära", skrev Kellgren, som beskyllde Bellman för att ha "stulit Anakreons lyra" och för att "rik i fylleri och yra, sin ådra fyllt med dubbelöl". Främst var dock angreppet ett sätt att vinna kungens gunst: Bellman var den främste hovpoeten, och Kellgren ville ta hans plats. Bellman kände sig skakad och kränkt. Möjligen kände Kellgren inte vid denna tid till de bästa av Bellmans dikter. Det är också möjligt att han fått i sin hand någon av de många oäkta Bellmanssånger som var spridda på den tiden, i synnerhet innan de äkta ännu var utgivna i bokform. I vilket fall så ändrade Kellgren sedan fullständigt uppfattning, när han fick höra Bellman själv.
Under riksdagen 1778–1779 fungerade Bellman som notarie för bondeståndet, medan Elis Schröderheim var sekreterare. Eftersom båda dessa var goda sällskapsmänniskor och föga högfärdiga, samtidigt som de var kungatrogna, var syftet att genom att charma dem få bönderna att gå med på kungens förslag. Resultatet blev bland annat en uppluckring av religionstvånget och avskaffandet av dödsstraffet för flera brott.

### Familjen
Efter att han erhållit kungens stöd fick Bellman bättre ordning på sin ständigt ansträngda ekonomi, och kunde bilda familj. Den 19 december 1777 gifte sig Bellman med Lovisa Fredrica Grönlund (1757–1847). Giftermålet ägde rum i "Grönlunds hus" nummer 44 vid Drottninggatan. Per Daniel Amadeus Atterbom lärde känna henne på hennes ålders höst, och han sade att hon starkt ogillade de föreställningar som fanns om hennes man som en rumlare och drickare. Grönlund kom från en något lägre social miljö än Bellman (hon hade stundvis fått hjälpa till med familjens försörjning). Bellman hade uppvaktat med dikter sedan sommaren 1775, något som först blev känt under 1900-talet, då dikterna hittades i en avskriftsamling. Ett äktenskapsförord upprättades, trots att familjen Grönlunds ekonomi var ostadigare än Bellmans. 1777 fick också Bacchi orden åter ta upp sin verksamhet.
Efter tre års äktenskap kom första barnet, Gustaf Bellman, som döptes av överhovpredikanten, sedermera ärkebiskopen Uno von Troil, och med kungaparet Gustaf III och Sofia Magdalena som faddrar. Vid andre sonens födelse fyra år senare, 1785, gjorde Bellman en anteckning i familjebibeln, där det framgår hur glad och lättad han är över att såväl barn som mor är välbehållna. Pojken fick bland annat Elis Schröderheim som fadder, och uppkallades också efter denne: Elis Bellman. Nästa barn, Carl Bellman, kom två år senare. Lyckan blev dock kort, för endast tre dagar efter dopet dog den knappt tvåårige Elis i smittkoppor. 8 augusti skrev Carl Michael "Vaggvisa för min son Carl", där pojken bland annat påminns om den bortgångne storebrodern, men där man också får en bild av hur det lektes i familjen: det klipps silhuetter, man bygger korthus, och man sjunger.
År 1790 kom det sista barnet, Adolph Jacob Hindrich Martin Bellman.
Ekonomin för den familjen var hela tiden ansträngd, och blev sämre med åren, då ingen av de vuxna tycks ha haft sinne för ekonomi. Lovisa kan möjligen ha bidragit till att förbättra inkomsterna genom sömnadsarbete, vilket egentligen ansågs otänkbart för högre ståndspersoner. 1791 ansåg de till och med att hon borde få ett fast jobb: som åldfru på Haga slott, som ännu var under uppbyggnad. Den verssupplik som då skrevs skulle senare omarbetas till "Fjäriln vingad".

### Sällskapsliv

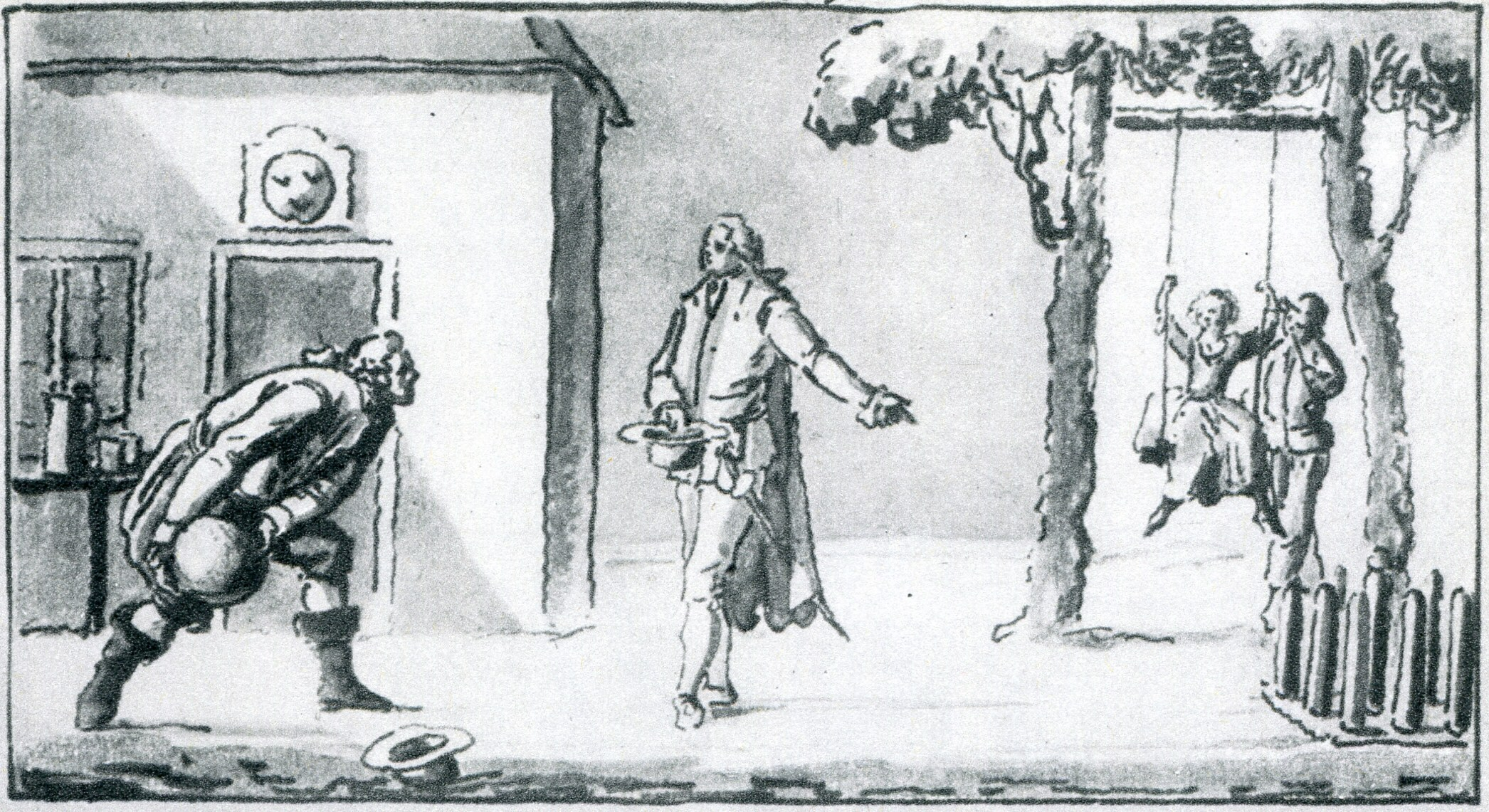
Lavering av Pehr Hilleström, från ett brev Bellman skrev till Daniel Kempensköld, med en dikt "Kägelspelet den 16 Augusti 1792", där Movitz instruerar Mollberg i kägelspel, och Kempenskölds piga Catharina gungar med Christian Wingmark. Jämför Epistel 55, "Rörande Mollbergs Kägelspel hos Faggens vid Hammarby-Tull en sommar afton 1770".

Bellman var medlem i flera ordnar, bland annat Frimurarorden. Dessa var ett viktigt tillfälle för honom att framföra sina verk. De han var mest aktiv i var dock Augustiorden, som firade minnet av Gustav III:s revolution 1772, och Par Bricole. Den senare hade tillkommit i slutet av 1770-talet på initiativ av Olof Kexél, i samarbete med Bellman och Carl Israel Hallman, som en sorts arvtagare till Bacchi orden. Detta ledde troligen till att Bellman åter började skapa ordensparodier, efter att arbetet med sådana haft uppehåll under nästan hela decenniet. En orden han dock aldrig kom med i var Utile dulci, som annars samlade de flesta av tidens författare.
Bellman började i slutet på 1780-talet alltmer umgås i konstnärskretsar, och inte bara som tidigare med mindre framgångsrika författare. Han började då även odla vänskapen med bland annat Johan Tobias Sergel, Pehr Hilleström och Elias Martin. Han träffade också borgare och officerare i Kungsholmsklubben, utan att vara den som stod för underhållningen. Han umgicks också med flera kvinnor, och skrev flera verser till dem: Elisabeth Westman, Gustava Palmstedt, Helena Quiding och Anna Charlotta von Stapelmohr.
Enligt en sen berättelse från Adolph Bellman skall vänner, troligen bland dem Sergel, sett till att försona Bellman med Kellgren; den normalt saktmodige Bellman tycks inte ha velat detta, men vännerna lurade i alla fall honom till en middag. Bellman skall länge ha surat, men till punschen skall han ha sjungit en skålvisa för Kellgren, som då skall ha ställt sig upp och erkänt sig haft fel om Bellmans talang och gjort honom orätt, och sedan erbjudit sig att hjälpa till med utgivningen av Fredmans epistlar.
Vännen Carl Matthias Völschow samlade 1787–1790 avskrifter av Bellman, ofta direkt från denne. För dessa år kan därför diktningen följas lika nära som under åren då han underhöll i det Lissanderska hemmet.

### Litterära försök

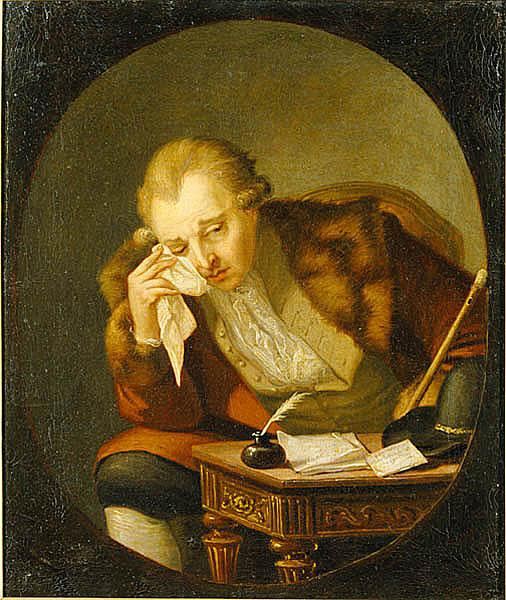
Porträtt av Pehr Hilleström, målat i propagandasyfte. Bellman ses gråta över förlusten av två krigsfartyg under Gustav III:s ryska krig.

År 1780 satte Bellman samman en handskriven samling kallad En Stuv Rim, som innehöll en del av Fredmandiktningen, även sådant som senare skulle ratas, och en del nyskrivet material. Det mest originella var dock kanske formen: en rulle med hoplimmade papper, cirka 40 m lång. Stuven gavs till Elis Schröderheim, troligen så att denne kunde presentera den för kungen.
Under 1781 gav han i samband med Kexél ut skämttidningen Hwad Behagas?, som dock inte blev någon större succé och endast utkom i ett par veckor och totalt åtta nummer. Med ett par undantag framstår också innehållet inte som av bästa klass, möjligen på grund av bristande förmåga av Kexél att bidra.
I maj 1779 dog Fredrik Movitz, förebilden till Bellmans figur. Bellman påbörjade arbetet med en parentation över denne, som han tidigt försökte få tryckt. Texten kom att flera gånger omarbetas och utökas, men utkom först 1783 i form av Bacchi tempel. Han planerade därefter att ge ut ännu en bok med titeln Fröjas tempel, men därav blev intet.
I början av 1770-talet hade Bellman åter försökt sig på religiös diktning, och under vintern 1770–1771 fått en serie om åtta betraktelser över julens evangelietexter anonymt publicerade i Dagligt Allehanda. År 1778 trycktes en motsvarande serie över påskens texter i samma tidning. År 1780 gavs den första serien ut i ett häfte under hans namn. Nio år senare satte han samman en samling om totalt 25 betraktelsedikter som han fick undergå teologisk censur av Konsistorium. Bellman hade försökt få Kanslikollegium att tvinga landets alla kyrkor att inköpa pliktexemplar av dessa dikter, men misslyckats med detta och de gavs nu istället ut under titeln Zions högtid.

### Fredmans epistlar och sånger

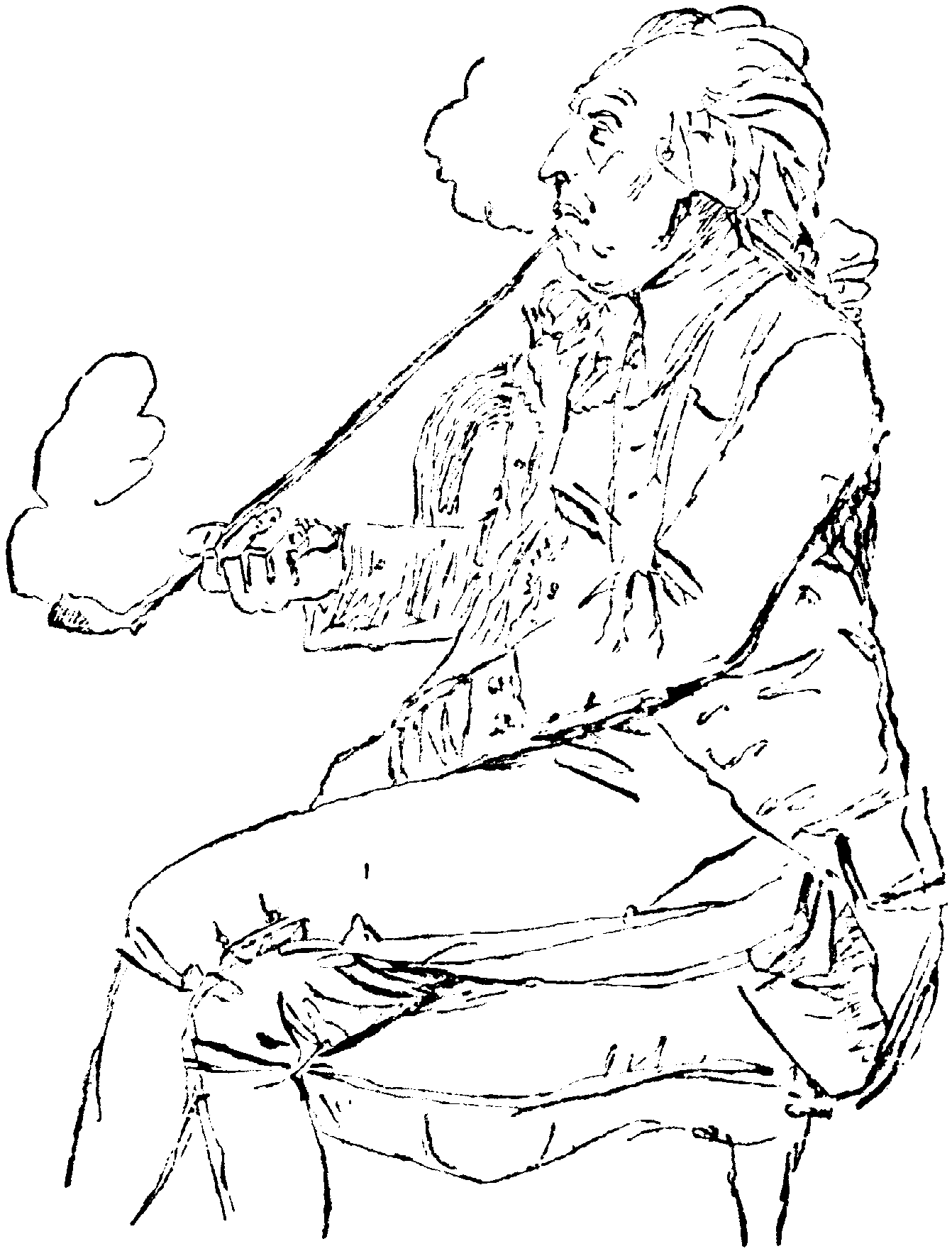
Bellman tecknad av Sergel, 1792.

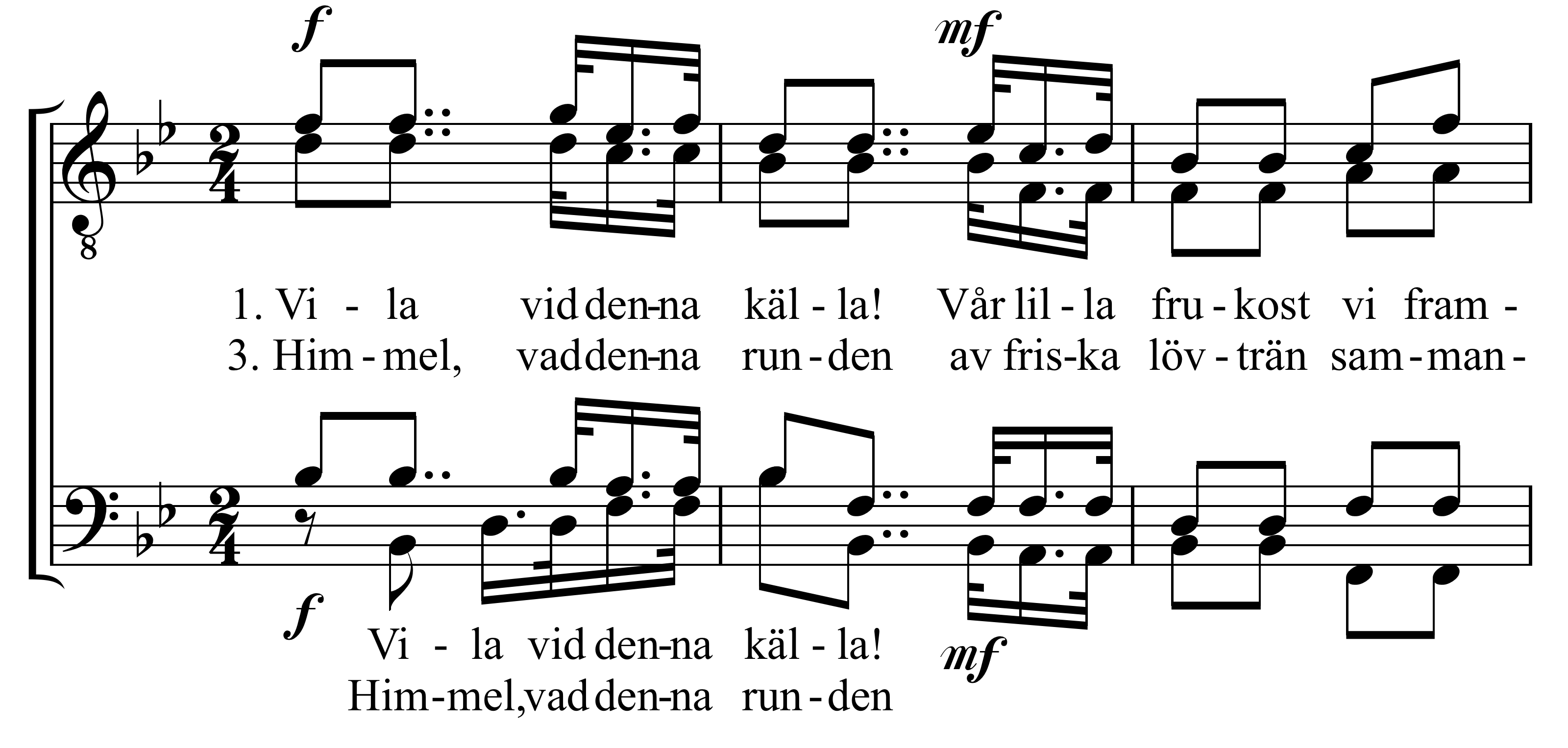
Vila vid denna källa, en av Bellmans kända epistlar, i arrangemang av Johan Peter Cronhamn.

År 1789 föreslog Erik Weste för musikförläggaren Olof Åhlström att denne skulle ge ut Fredmans epistlar. Arbetet kom även att involvera Bellman själv, Carl Jacob Lundström, och Kellgren, som vid det här laget ändrat sin syn på författaren, och var den som skrev förordet. Bellman hade inte kvar manuskript till epistlarna, så dessa fick uppletas på olika håll. Redaktörerna tycks ha arbetat med två eller tre förlagor till de flesta epistlar.
Redaktionen bestämde ordningen på epistlarna, men följde i stort den plan som Bellman anlagt i det exemplar han skickat till Johan Diedrich Duwall i början av 1770-talet. I alla fall tre epistlar ströks, medan två, som förekommer i andra samlingar än de som användes, kan ha missats. Å andra sidan togs två dikter som tidigare inte kallats epistlar in (nr 18 och 78). Åhlström stod för arrangemang och notskrift. Bellmans insats i redigerandet var ganska blygsam. Han skrev dock sex eller sju nya epistlar, och såg till att ge dem en ordentlig avrundning. I epistel 82 tas farväl av såväl Fredman som Ulla Winblad. Partier ströks i flera verk. Runda ord byttes ut. I alla fall två epistlar arbetade Bellman om ordentligt (nr 63 och 72).
Kellgrens förord skulle bli långsiktigt betydelsefullt, och forma eftervärldens bild av Bellman, som beskrivs som ett geni, som inte kan jämföras med andra eller dömas efter vanliga regler. Epistlarna var inte till för att läsas, utan att sjungas, en långt mer uppsluppen konstform. Framställningen var närmast förromantisk, och ställde Bellman i motsättning till den klassicism Kellgren själv arbetade i.
Bellman var uppenbart glad och stolt över att Fredmans epistlar nu tryckts, och som bevis på detta fick hans yngste son namn av två av de som varit inblandade: Carl Jacob Lundström och Johan Henrik Kellgren, förutom kronprins Gustaf Adolf och Bellmans svåger.
Han fick inte mer än 50 riksdaler för arbetet. Kellgren lyckades dock tillsammans med Nils von Rosenstein utverka ytterligare 50 riksdaler till författaren av Svenska Akademiens medel, trots motstånd från Gustaf af Leopold.
1791 kom Fredmans sånger ut. Titeln valdes troligen av marknadsföringsskäl, då innehållet i huvudsak inte hade med Fredman att göra, utan bestod av lite varjehanda: tidiga bibelparodier och sånger ur ordenskapitlen, dryckesvisor och pastoraler, samt rojalistiska hyllningar som "Fjäriln vingad". Däremot saknas helt religiösa texter, verssatirer och scenstycken. Bellman tycks ha varit än mindre inblandad i omarbetning av dessa texter, men har å andra sidan denna gång markerat att han även stått för en del av musiken.

### Slutet

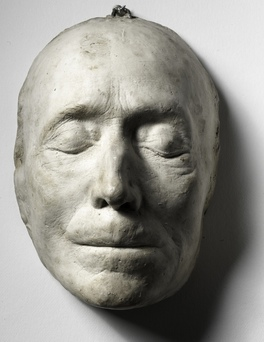
Carl Michael Bellmans dödsmask.

Trots att han var både känd och uppskattad av sin samtid var Bellmans ekonomi dock aldrig särskilt stark, eftersom den nya publik som uppkommit visserligen kunde göra honom känd, men knappt livnära honom. Den äldre modellen med mecenatskap och sinekurer gällde ännu, och de som främst efterfrågade Bellman hade knappast råd med sådant. Bellman och hans familj flyttade ofta, hela tiden till sämre bostäder. Sista adressen låg i ett hus nära Gamla Kungsholmsbron i korsningen Gamla Kungsholmsbrogatan och Lilla Munklägersgatan i det numera försvunna kvarteret Braxen (nu del av Centralstationens banområde).
I och med kungens död hamnade Bellman åter på obestånd. Han försökte sig på att översätta Christian Fürchtegott Gellerts fabler, vilka utkom 1793. En av översättningarna hade ursprungligen gjorts av Carl Gustaf af Leopold, och Bellman försökte förgäves få honom att skriva ett förord. Leopolds översättning framstår som den mest lyckade, då Bellman överarbetar texten så att den visserligen blir mer livfull, men också ofta nästan helt förlorar poängen.
Den 11 december 1793 invaldes Bellman som ledamot nr 138 av Kungliga Musikaliska Akademien.
År 1794 sattes han i arrest för en obetald fordran, så kallad bysättning, i högvaktsflygeln på Stockholms slott. Där författade han en rad texter och visor och påbörjade även sin ofullbordade självbiografi Levernesbeskrivning. Av självbiografin framgår att han inte ens i denna tid förlorat sitt friska humör. "Jag är", skriver han, "en herre av mycket liten djupsinnighet och frågar ej efter, om solen går eller jorden axlar sig. Vad jag kan bedyra är, att jag vill ingen varelse i naturen ont, älskar oändligt en ädel man och med oupphörlig låga fruntimmer samt små beskedliga barn, äter, efter appetit, litet och gott — söndagen vitkål, torsdagen ärter, lördagen strömming."
Efter en tid löste några av hans vänner ut honom, men de svåra förhållandena under tiden i häktet hade dramatiskt försämrat hans redan dåliga hälsotillstånd. Hovintendenten von Röök berättar i sina memoarer om ett sammanträffande med Bellman vid denna tid. Det var på en middag hos skådespelaren Abraham de Broen. "Där såg jag", skriver han, "Bellman, redan gammal; han gick krokig och blev ej munter vid bordet, förr än han druckit några glas." Bellman avled kort efter att ha släppts ur häktet, en vecka efter sin 55-årsdag, i tuberkulos. Han begravdes på Klara kyrkas kyrkogård utan gravsten. På 1840-talet skapades en gravplats på Norra begravningsplatsen i Solna. År 1851 lät Svenska Akademien resa en sten till Bellmans minne på Klara kyrkogård.

## Diktning

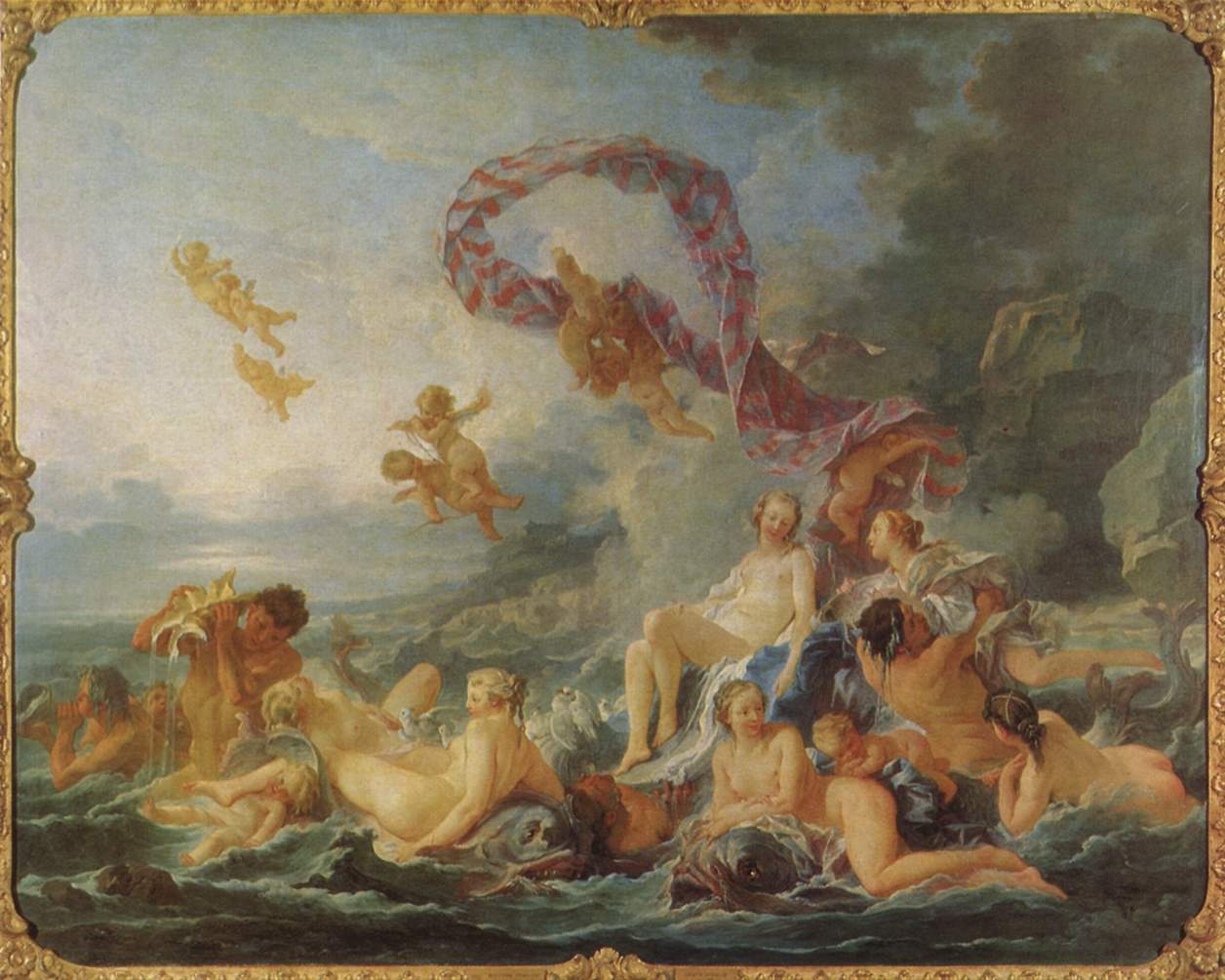
Venus Triumf, förebild för "Blåsen nu alla".

Den för Bellman speciella konstformen, ett slags sångspel med dramatiska scener som ständigt växlar mellan högt och lågt, har sin bakgrund i flera genrer. För det första den bacchanaliska sällskapsvisan med sina traditionella krogscener och hänvändelser till antika gudomligheter som Bacchus och Venus. För det andra 1700-talets opéra comique med dess inslag av parodi på den tragiska operakonsten. För det tredje den religiösa meditationsdikten, där vanligen en dramatisk scen ur Bibeln görs till föremål för en betraktelse om det höga och låga i människolivet. För det fjärde den samhällsskildrande satiren, en genre med anor i antiken som på 1700-talet utövades av diktare som Jonathan Swift, Alexander Pope, Ludvig Holberg och Olof von Dalin. Bellman sysslade tidigt med alla dessa genrer, men han var den förste som kombinerade dem med varandra till något helt nytt och halsbrytande originellt.
Även om Bellman idag inte uppfattas så, framstod han för sin samtid som en stor humorist. Tekniken bakom detta var dubbelexponering, där vad som vid en flyktig påsyn ser ut som högstämd bibelstil eller fin herdedikt i själva verket befolkas av fyllerister och horor, och berättar om krogliv och utflykter runt Stockholm som slutar i samlag. I till exempel "Blåsen nu alla!" färdas till en början Venus fram över vattnet, liksom i François Bouchers Venus Triumf, men när hon stiger iland förvandlas hon snabbt till en kåt Ulla Winblad. På liknande sätt kontrasteras den sirliga menuettmelodin i "Ach du min Moder" mot texten, som handlar om hur Fredman likt den bibliske Job ligger bakfull i rännstenen utanför en krog och beklagar sig. Även om hans verk ofta benämns parodier på t.ex. herdediktning eller Bibeln stämmer detta inte riktigt; man skrattar inte på bekostnad av de höga ämnena, och endast sällan åt de låga. När Fredman tar på sig rollen av apostel i Paulus spår är det inte Paulus som förlöjligas, möjligen Fredman. Snarast får dock Fredman en viss resning genom liknelsen. Denna mångstämmighet i Bellmans texter, som ger publiken en möjlighet att själv välja synpunkt och olika tolkningsmöjligheter, anses vara en viktig förutsättning för Bellmans bevarade attraktionskraft.
Att det komiska i Bellmans verk inte längre framgår kan bero på att han lyckats för väl: genom att föra in krogvärdar, fyllon och prostituerade i kulturens finrum synliggjorde han dem även, och med tiden blev dessa så accepterade där att de numer inte längre sticker ut. På samma sätt synliggjorde han Stockholm, den svenska naturen, som förutom hos Carl von Linné tidigare knappt uppmärksammats, och även människan: tidigare hade egenskaper som fysionomi och klädedräkt förekommit mycket sparsamt.

### Dikt och sanning
Forskningen har ofta haft svårt att skilja på Bellmans diktning och den verkliga världen. Äldre forskning har ofta försökt skriva biografier över Bellmans figurer utifrån de verkliga förlagorna, som dock sällan lånat mycket mer än namn och yrke till diktens gestalter. Detta har i viss mån även drabbat skalden själv, som ibland ansetts vara en suput av samma sort som sina skapelser. Även han själv kunde på detta sätt blanda ihop dikt och verklighet, som när han undertecknade brev med "Movitz" eller i ett protokoll antecknade tulltjänstemannen Pehr Lundbecks namn tillsammans med hans titlar i Bacchi Orden.

## Eftermäle

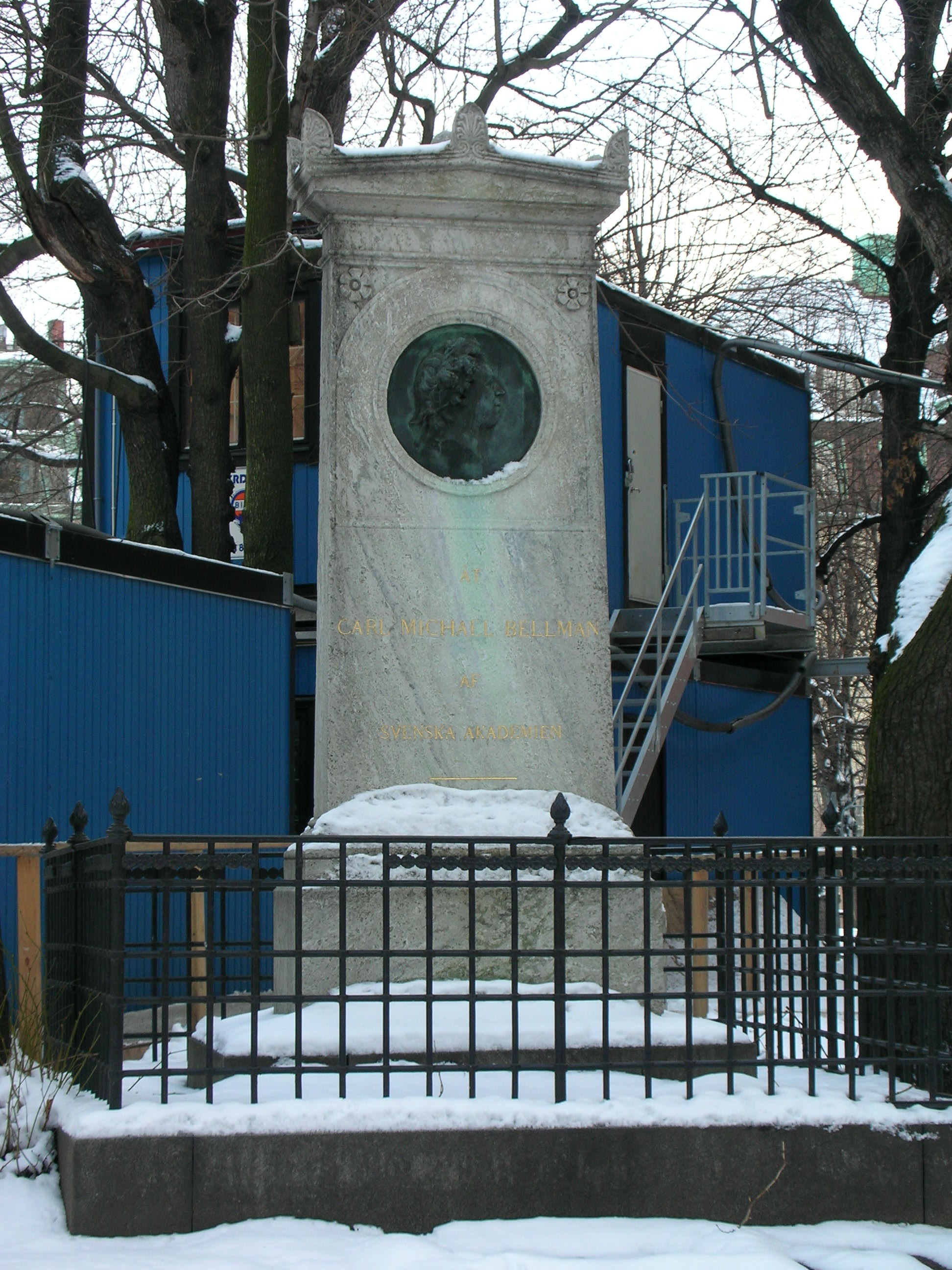
Minnessten rest 1851 över Bellman vid Klara kyrka i Stockholm.

Bellmans diktning som blandar konstmusikaliska och populärkulturella former på ett sätt som överskrider alla genrer och samtidigt parodierar föregångarna gjorde honom svårplacerad i samtiden. Han var för grov för att accepteras fullt ut i de fina salongerna och samtidigt för subtil för att riktigt passa som folklig underhållare på krogen. Diktaren Carl Gustaf Leopold och tidningsmannen Carl Christoffer Gjörwell hörde till dem som hade svårt att få bilden av Bellman som en stor diktare att gå ihop med hans rykte som försupen krogpoet.
För romantikerna gick dock samma rykte väl ihop med föreställningen om det självförbrännande romantiska geniet, liksom att blandningen av högt och lågt och synen på diktaren som en gudomligt inspirerad naturskald var väl förenlig med romantikens estetik. Ur romantisk synvinkel var det däremot svårare att acceptera annat hos Bellman, som hans sexuella grovheter, hans masker och rollspel, det sociala kryperiet och hans medvetna anpassning i sin hovdiktning, och man bortsåg därför helst från delar av hans diktning. Endast Fredmans sånger och Fredmans epistlar utropades till odödliga mästerverk, medan det mesta av det övriga i författarskapet hamnade i skymundan. Trots att synen på Bellmans konst har förändrats flera gånger sedan dess har tendensen att bortse från det mesta i hans diktning utom epistlarna och sångerna stått sig. Efter romantiken var det Bellmans realism som beundrades och man strävade efter att finna en biografisk sanning bakom verket. Sedan den senare delen av 1900-talet har forskarnas intresse för Bellmans biografi, realism och stadsmiljöer gradvis ersatts av ett ökande intresse för hans intrikata bildspråk och berättarteknik, hans användning av klassisk mytologi, hans musikaliska paroditeknik och annat som belyser hans poetiskt-musikaliska framställningskonst.
Bellmans inflytande på svensk litteratur har varit stort inom både lyrik och romanprosa. Han anses också som grundaren av den svenska visgenren, med efterföljare som Gunnar Wennerberg, Birger Sjöberg, Evert Taube och Cornelis Vreeswijk.
Bellman har fått gator uppkallade efter sig i Stockholm, Göteborg, Malmö och Uppsala. Vid den gata i Stockholm som 1871 bytte namn till Bellmansgatan låg hans födelsehus.

### Uttolkare
Bellman började tolkas redan i samtiden, bland annat i sällskapet Par Bricole, inom vilket Bacchi Tempel-diktningen haft en starkare ställning än eljest. Den främste tidige tolkaren var Lars Hjortsberg, som känt och upplevt Bellman och troligen förde hans framställningssätt vidare. Under 1800-talet var det dock vanligt att Bellman framfördes av manskör, vilket omöjliggjorde den blandform av musik och skådespeleri som han själv odlat. Vid slutet av århundradet började verken återigen framföras av en ensam person med instrument som Sven Scholander, men då hade likafullt den ursprungliga traditionen i mycket förlorats. Under 1960-talet blev Bellmantolkningar åter populära, tack vare bland annat Sven-Bertil Taube, Fred Åkerström och Cornelis Vreeswijk, som också betonade teatrala aspekter. Senare har även Mikael Samuelson och Martin Bagge fortsatt på detta spår.

### Bellman i översättning
Bellman finns översatt till mer än 20 olika språk och Bellmanssällskap finns förutom i Sverige även i Danmark, Finland och Ryssland. Exakt hur Bellman ursprungligen spreds österut vet man inte men moderna ryska översättningar har gått ut i stora upplagor. I Danmark blev Bellmans visor liksom i Sverige spridda som skillingtryck under 1870-talet, och visorna blev så allmänt kända att melodierna ofta användes med andra texter i vaudeville.
De första översättningarna till danska av Jens Kragh Høst kom redan under Bellmans levnad och det finns även en god tradition av dansk forskning på Bellman..
Det största nutida intresset för Bellman utanför Sverige finns i Tyskland, där Felix Niedner under tidigt 1900-tal gav ut både en biografi över Bellman och en översättning av samtliga epistlar. På tyska har hittills ett femtontal olika personer var för sig översatt hela eller stora delar av Bellmans epistlar och sånger.
I Norge sjungs Bellman huvudsakligen på svenska och i Finland och i baltstaterna är Bellmansvisor inte ovanliga som körstycken. På engelska finns ingen levande Bellmankultur, men Paul Britten Austin skrev både en Bellmanbiografi och en serie noggranna och känsliga översättningar som spelats in på skiva både av svenskar och av engelsmannen Martin Best.

## Bellmans musikinstrument
Lite slarvigt brukar man ange att Bellman spelade luta; förra sekelskiftets Bellmanvåg ledd av Sven Scholander kretsade kring lutsång, framförd på en luta specialombyggd för vissång som kom att bli modellen för den moderna svenska lutan. Bellman själv ägde tre instrument: en mandolin samt en cister och en citrinchen varav de sista två instrumenten är besläktade med lutan. Bellmans cister, identifierad genom instrumentmakarens numrering och listor över försålda instrument, förvaras och visas i Bellmanhuset på Södermalm i Stockholm medan hans citrinchen finns i Historiska museets samlingar.

## Bibliografi

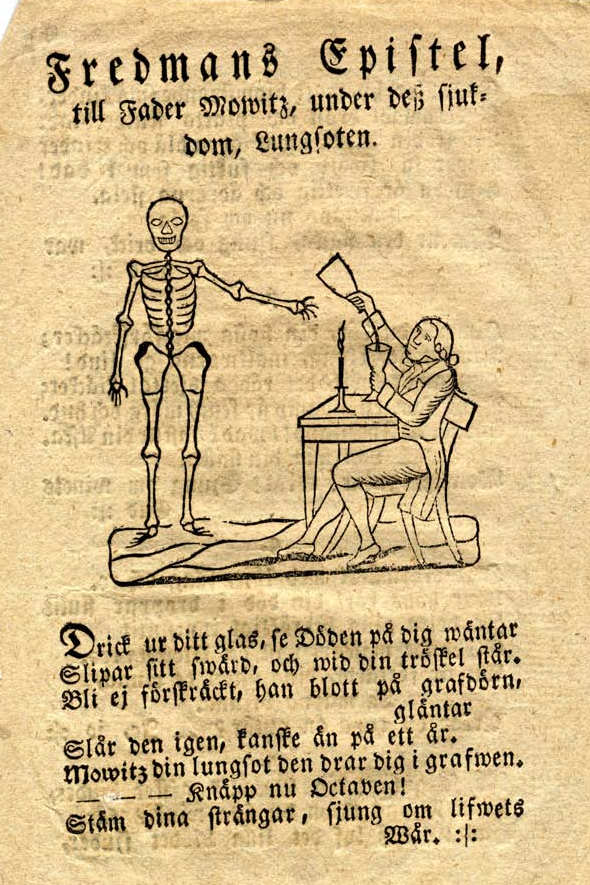
Skillingtryck från 1825 av Fredmans epistel no 30, "Til Fader Movitz, under dess sjukdom, Lungsoten" eller "Drick ur ditt glas, se Döden på dig väntar".

### Originalupplagor
- Tankar om flickors ostadighet, 1758. I Litteraturbanken.
- Månan, 1760. I Litteraturbanken.
- En stuf rim, 1780. På Kungliga biblioteket.
- Betraktelser över åtskillige evangeliske texter, 1780. I Litteraturbanken.
- Bacchi tempel, 1783 I Litteraturbanken.
- Zions högtid, 1787. I Litteraturbanken.
- Fredmans epistlar, 1790. I Litteraturbanken.
- Fredmans sånger, 1791. I Litteraturbanken.

#### Redaktörskap
- Hwad Behagas?, 1781 .

#### Översättningar
- David von Schweinitz, Evangeliska dödstankar. 1757. I Litteraturbanken.
- Sylvestre Dufour, Undervisning, lämnad av en fader åt sin son, som företager sig en lång resa. 1757
- Christian Scriver, Magister Christian Scrivers sanna kristendom. 1761
- Christian Fürchtegott Gellert, Fabler. 1793.

### Samlade verk
Hela standardupplagan, såväl texter som kommentarer, finns tillgängliga digitalt för läsning online eller för nedladdning på Litteraturbanken.

### Enskilda sånger
- Gustafs Skål, 1772
- Så lyser din krona nu, Kung Gustaf, dubbelt dyr, 1772
- Vaggvisa för min son Carl, 1787
- Se även Fredmans epistlar och Fredmans sånger.